# Petrozavodsk (huyện)
Huyện Petrozavodsk (tiếng Nga: ? райо́н) là một huyện hành chính tự quản (raion), của Cộng hòa Karelia, Nga. Huyện có diện tích 28 km², dân số thời điểm ngày 1 tháng 1 năm 2000 là 282100 người. Trung tâm của huyện đóng ở Petrozavodsk.